# 卡霍奥拉韦岛
卡霍奧拉韋島（[kəˈhoʔoˈlɐve]，/kɑːˌhoʊoʊˈlɑːweɪ, -veɪ/）是夏威夷群島中八個主要火山島中最小的一個。位於茂宜島西南約11（7英里）。島嶼長18（11英里），寬9.7（6.0英里），土地面積116.47平方（44.97平方英里）。全島的最高點是Pua Moaulanui山頂的Lua Makika火山口，海拔約450（1,480英尺）。卡霍奧拉韋島相對乾燥，年平均降雨量少於650（26英寸），原因是東北方茂宜島上海拔3,055（10,023英尺）的哈萊亞卡拉火山擋住了濕潤的東北風，使低海拔的卡霍奧拉韋島無法產生大量的地形降水。島上超過四分之一的土壤是受侵蝕的硬質腐泥土，大部分位於山頂附近的裸露表面。
由於缺乏淡水，卡霍奧拉韋島一直人口稀少。第二次世界大戰期間，這裡被美軍用作訓練轟炸的靶場。經過數十年的抗議，美國海軍在1990年結束了在卡霍奧拉韋島的實彈訓練，並於1994年將整個島嶼移交給夏威夷州管轄。夏威夷州議會決議在此建立卡霍奧拉韋島保護區（Kahoʻolawe Island Reserve），以恢復和監督這座島嶼及其周圍水域。如今，卡霍奧拉韋島只能用於發展夏威夷原住民的文化、精神和生計。島上現仍有大量當年作為靶場使用時殘留的未爆彈。
卡霍奧拉韋島上沒有永久居民。

## 外部連結
- http://kahoolawe.hawaii.gov/ （页面存档备份，存于）
- http://cramp.wcc.hawaii.edu/LT_Montoring_files/lt_study_sites_Kahoolawe_hakioawa.htm（页面存档备份，存于）